# L'incantatrice di serpenti
L'incantatrice di serpenti è un dipinto di Henri Rousseau del 1907, realizzato per la madre del pittore Robert Delaunay, Berta, contessa di Delaunay.
Questa tela fu esposta per la prima volta al V Salone d'autunno a Parigi nel 1907. L’opera è datata in basso a destra e riporta, come raramente è accaduto, oltre al cognome anche due dei nomi di battesimo dell’autore, per cui è firmata Henri Julien Rousseau. Attualmente si trova nel Museo d'Orsay.

## Descrizione
Il dipinto rappresenta una donna nuda in controluce che incanta un serpente al chiaro di luna, della quale non si distingue che la silhouette e i due occhi luminosi. L'incantatrice, forse una persona di colore, si trova nella giungla, sulla riva di uno specchio d'acqua.

## Analisi
L'opera s'inquadra nella tematica delle foreste esotiche, con una flora esuberante e inventata (ispirata alle Grandi serre del Jardin des Plantes di Parigi), nelle quali il pittore mette sulla scena feroci combattimenti fra una fiera e la sua preda (come Lotta fra la tigre e il bufalo del 1891) oppure, come in questo caso, personaggi in armonia con la natura (altro esempio in tal senso  è Il sogno del 1910).
La sua composizione asimmetrica, i suoi colori veri, insieme a un tratto naïf e al tempo stesso preciso, annunciano il surrealismo e René Magritte.
Risulta che Rousseau abbia dipinto il quadro ispirandosi alle descrizioni di un viaggio in India della signora Delaunay; inoltre, in quegli anni a Parigi, nel circo Molier, si esibirono alcune incantatrici di serpenti che potrebbero aver suggestionato l’autore.